# 克尔古提乡
克尔古提乡，是中华人民共和国新疆维吾尔自治区巴音郭楞蒙古自治州和静县下辖的一个乡镇级行政单位。

## 行政区划
克尔古提乡下辖以下地区：
浩尔哈特村、那英特村和克尔古提村。